# Groupes parlementaires de l'Assemblée fédérale suisse
 (avril 2024).
À l'Assemblée fédérale suisse, les élus sont répartis en groupes parlementaires, qui donnent accès à des places en commission. Le terme « fraction » (calque de l'allemand Fraktion) est également employé, mais son usage est critiqué,.

## Composition
Dans les deux conseils (Conseil national et Conseil des États), les parlementaires se regroupent dans des groupes rassemblant des élus selon leurs affinités politiques, sans qu'ils appartiennent nécessairement à un même parti.
Pour qu'un groupe puisse exister, il faut qu'il comporte au minimum cinq membres (total des deux chambres). Les députés qui ne sont rattachés à aucun groupe sont qualifiés de «non inscrits ». Ils n'ont donc aucun siège dans les commissions.
Les groupes parlementaires jouent un rôle important: ils examinent les principaux objets (élections des conseillers fédéraux et juges fédéraux ainsi que les affaires courantes) avant qu’ils soient soumis aux conseils. Au Conseil national, il faut être membre d’un groupe pour pouvoir siéger au sein d’une commission. Plus le groupe est large, plus le nombre de sièges en commission est élevé, ce qui permet de peser sur les votes en commission avant que les projets soient soumis aux conseils.
Les groupes sont désignés par des abréviations, différentes de celle du parti.

## Groupes actuels (52elégislature)

### UDC (V)
Groupe de l'Union démocratique du centre, comportant 74 élus (68 UDC, 3 MCG, 2 UDF, 1 Lega). L'abréviation vient de völkisch, populaire en allemand. Il réunit les élus du Parti des paysans, artisans et indépendants de 1919 à 1971, puis de l'Union démocratique du centre dès 1971 (comprenant les démocrates de Glaris et des Grisons).

### Socialiste (S)
Groupe socialiste, comportant 50 élus (tous membres du Parti socialiste suisse). Groupe fondé en 1911 (auparavant les élus siégeaient dans le groupe de politique sociale)

### Centre (M-E)
Groupe du Centre (Le Centre-PEV), comportant 46 élus (44 Le Centre, 2 PEV). Il est créé à la suite de la défaite électorale du PBD, qui n'est plus en mesure de constituer un groupe parlementaire avec ses 3 élus, à partir de l'ancien groupe C. En 2021, le PDC et le PBD fusionnent au niveau national en un nouveau parti appelé Le Centre. L'abréviation vient de mitte, centre en allemand, et de EVP, PEV en allemand.

### Libéral-radical (RL)
Groupe libéral-radical, comportant 38 élus (tous membres du PLR).

### Vert (G)
Groupe des Verts, comportant 26 élus (26 PES). L'abréviation vient de grün, vert en allemand.

### Vert'libéral (GL)
Groupe vert'libéral, créé en 2011 et comportant 12 élus (tous membres du PVL). L'abréviation vient de grünliberal, vert libéral en allemand.

## Anciens groupes

### BD
Groupe bourgeois-démocratique (PBD), existe de 2008 à 2019.

### C
Groupe du PDC (CE de 2011 à 2015 ; CEg de 2007 à 2011)

### CE
Appellation du groupe C de 2011 à 2015, réunissant le PDC et le PEV.
Appelé CEg de 2007 à 2011, lorsque le PVL en faisait partie.
Pour le président, voir groupe C.

### DEM
Groupe démocratique (Parti démocratique), de 1941 à 1971.

### E
Groupe évangélique (PEV) et indépendant de 1999 à 2003, puis PEV/UDF. Existe jusqu'en 2007.

### L
Groupe libéral (Parti libéral suisse). Il fusionne avec les radicaux en 2003 pour former le groupe libéral-radical.

### R
Groupe radical (Parti radical-démocratique). Il fusionne avec les libéraux en 2003 pour former le groupe libéral-radical.

### U
Groupe ADI/PEP (Alliance des indépendants et Parti évangélique populaire). Existe jusqu'en 1999.